# La passeggera
La passeggera è un film muto italiano del 1918 diretto da Gero Zambuto.